# Conrack
Conrack é um filme estadunidense de 1974, do gênero drama biográfico, dirigido por Martin Ritt. O roteiro é baseado no livro de 1972, The Water Is Wide, de Pat Conroy. Teve uma refilmagem para a TV em 2006, com o mesmo nome do livro (The Water Is Wide)

## Sinopse
O filme conta a história de um jovem professor que concorda em dar aulas a uma comunidade de uma ilha isolada na costa da Carolina do Sul. O professor é branco e a população é majoritariamente formada de negros. Os habitantes falam um dialeto chamado Gullah, sendo que "Conrack" é como pronunciam o nome do professor, que se chama Conroy. 
A escola é formada de duas classes de alunos, sendo que a diretora Scott ensina as crianças menores, enquanto Conroy cuida das crianças maiores. Conroy fica desanimado com o que as crianças aprenderam, iniciando um conflito com a diretora.

## Elenco principal
- Jon Voight .... Pat Conroy
- Paul Winfield .... Mad Billy
- Madge Sinclair .... Senhora Scott (diretora)
- Hume Cronyn .... Sr. Skeffington (superintendente)
- Rodrigo Antonio Badeça....Sr. MacFly(porteiro)
- Tina Andrews .... Mary
- Antonio Fargas .... Quickfellow
- Ruth Attaway .... Edna